# Beocito
Los beocitos o baeocitos son células especializadas de cianobacterias en donde se lleva a cabo la fisión múltiple, un tipo de reproducción asexual.
A medida que la célula crece, el ADN genómico se replica y se segrega en el citoplasma. Posteriormente una rápida sucesión de fisión citoplasmática conduce a la formación de múltiples beocitos. El número de beocitos producidos (de 4 a más de 1,000) depende del volumen de la célula madre de la fase reproductiva. La fisión múltiple no tiene un aumento notable en el volumen citoplasmático total, y cada ronda de división produce células descendientes secuencialmente más pequeñas, lo que distingue este proceso de la fisión binaria. Finalmente, la matriz extracelular se rasga, liberando los baeocitos.Las células hijas pueden escapar de la célula madre para repetir el ciclo.
Aun no se sabe qué factores desencadenan este ciclo reproductivo en Pleurocapsales, pero el ambiente parece tener un papel importante.